# Francesco Scotti
Francesco Scotti (Casalpusterlengo, Itàlia, 25 de juliol del 1910 - Milà, 24 de gener del 1973) fou un lluitador antifeixista italià que combaté a la Guerra Civil espanyola contra els militars insurrectes i més tard contra l'ocupació alemanya a Itàlia. En la guerra d'Espanya, Scotti feu de comissari polític a l'Exèrcit Popular de la República i lluità al costat d'Avel·lí Artís-Gener, de qui es feu gran amic. Es casà durant el conflicte amb la catalana Carme Español. Després de la Segona Guerra Mundial treballà en la reorganització del Partit Comunista Italià, del qual fou dirigent. Fou diputat i senador de la República d'Itàlia.